# Blasticorhinus waelbroecki
Blasticorhinus waelbroecki là một loài bướm đêm trong họ Noctuidae.